# Raymond Legrand
Pour les articles homonymes, voir Legrand.
Raymond Legrand est un chef d'orchestre et compositeur français de jazz et de variétés, né le 23 mai 1908 à Paris XIe et mort le 25 novembre 1974 à Nanterre.
Successeur de Ray Ventura dans le Paris occupé, il accompagne après-guerre de nombreux chanteurs populaires, tout en se consacrant à la musique de film, comme son fils, Michel Legrand, suivant ses traces le fera plus tard.

## Biographie

### Du conservatoire au jazz (1926-1939)
Élève de Gabriel Fauré au Conservatoire national, très tôt, le jeune Raymond Legrand se fait connaître par des ouvrages sur l'harmonisation, l'instrumentation et l'orchestration. En 1929, il épouse une jeune fille de la bourgeoisie arménienne, Marcelle Der Mikaëlian (1909-1978), sœur de Jacques Hélian. De ce mariage naissent la chanteuse Christiane Legrand, en 1930, et le compositeur Michel Legrand, en 1932.
Investissant les variétés, Raymond Legrand réalise des arrangements pour Ray Ventura et son ensemble fondé en 1928 sous le nom Les Collégiens, l'élite des jazzmen parisiens. En 1933, il fonde sa propre formation, L'Orchestre de Raymond Legrand. L'aventure tourne court.
En 1935, il abandonne femme et enfants.

### Chantons sous l'Occupation (1940-1945)
En juin 1941, durant l'Occupation, Ray Ventura, dont la sœur sera arrêtée le 7 février 1942, tombe sous le coup du statut des Juifs. Comme beaucoup de personnes qui se voient ainsi interdire d'exercer un mandat social, il confie, depuis la zone sud où il s'est réfugié, les droits d'auteur dont il est détenteur à un prête-nom. C'est Marcelle Legrand. Raymond Legrand, qui est séparé de celle-ci, n'a pas attendu que les difficultés de Ray Ventura se précisent et a reconstitué dès les lendemains de la défaite, en 1940, une formation qu'il baptise Le Jazz Dixit.
En novembre 1941, il y regroupe ceux des Collégiens qui ne suivent pas leur ex-patron en exil. Le 1er mai 1942, son orchestre anime le gala organisé au théâtre de l'Empire par l'exposition « Le bolchevisme contre l'Europe » au profit de la Légion des volontaires français. Dînant dans un cercle collaborationniste, il s'exclame publiquement et avec enthousiasme : « Demain, la Russie sera à l'armée allemande ! »
Le succès ne vient qu'en juin 1942 avec la sortie d'un disque reprenant la musique du film Mademoiselle Swing. Le jazz plaît aux zazous. Aux sollicitations plus ou moins menaçantes de l'ambassadeur Otto Abetz, maître d'œuvre d'une politique de Collaboration intellectuelle, Raymond Legrand répond en participant à la fin de l'été 1942 en tant que chef d'orchestre au côté de Lys Gauty, Jane Sourza, Fréhel, Raymond Souplex au mois de tournée intitulé Paris-Vedettes et organisé à travers l'Allemagne pour les ouvriers du STO. Il évite par là-même à ses musiciens d'y être envoyés à leur tour.
Il lance Francis Lopez, accompagne Maurice Chevalier, André Claveau, Jean Tranchant, Fréhel, Lucienne Boyer, Léo Marjane, Damia. La musique légère et réconfortante du Jazz Dixit, quoique héritière de ce que les thuriféraires de la Révolution nationale dénoncent sous le terme de « judéo-nègre », est rendue très populaire par le succès que connaît auprès de Français affamés Radio Paris, dont la programmation en fait un de ses piliers.
En 1943, naît son troisième fils, Michel-Patrick Legrand. La mère est la chanteuse Irène de Trébert, alias Mademoiselle Swing.
À la Libération, Raymond Legrand est inscrit sur l'officieuse liste noire de la provisoire Radio nationale, mais, ayant opportunément et tardivement rejoint un réseau de résistants nivernais, il n'est pas poursuivi par le Comité national d'épuration mis en place pour les artistes de la scène le 30 mai 1945.

### Variété et cinéma (1946-1974)
En 1946, il divorce enfin, et se remarie avec Paulette Bonimond (1927-2024). Il en a deux enfants, l'écrivain Benjamin Legrand en 1950 et le peintre Olivier Legrand en 1954.
En 1948, il dirige l'orchestre lors de l'enregistrement de C'est si bon par les Sœurs Étienne, qui devient un succès. En 1949, il est embauché comme directeur artistique par la maison Decca.
À partir de 1951, son fils Michel Legrand commence à écrire des arrangements pour l'orchestre de son père et, en 1966, Michel dirige l'orchestre pour l'enregistrement de la chanson de Barbra Streisand portant le titre de son album, Color me Barbra.
L'orchestre de Raymond Legrand accompagne notamment Irène de Trébert, Maurice Chevalier, Georges Guétary, Tino Rossi, les Sœurs Étienne ou encore Colette Renard, sa secrétaire qui rêvait de chanter, pour laquelle en 1960 il divorce et qu'il épouse aussitôt. Il divorce une troisième fois en 1969. Il collabore aussi avec de grandes figures de la chanson française comme Francis Lemarque, Mouloudji, Édith Piaf ou Henri Salvador.
En 1971, il divorce à nouveau pour se marier avec Martine Leroy dont il a une fille, Coralie Legrand. 
Il meurt à Nanterre le 25 novembre 1974, âgé de 66 ans. Il est inhumé à Bissy-sous-Uxelles (Saône-et-Loire).

## Musiques de film
- Grisou de Maurice de Canonge (1938)
- Le Roman de Renard de Ladislas Starewitch et Irène Starewitch (1941)
- Mademoiselle Swing de Richard Pottier (1942)
- Destins de Richard Pottier (1946)
- L'aventure commence demain de Richard Pottier (1948)
- Deux amours de Richard Pottier (1949)
- Justice est faite d'André Cayatte (1950)
- Meurtres ? de Richard Pottier (1950)
- Seul dans Paris de Hervé Bromberger (1951)
- Topaze de Marcel Pagnol (1951)
- Manon des sources de Marcel Pagnol (1952)
- Nous sommes tous des assassins d'André Cayatte (1952)
- Paris chante toujours de Pierre Montazel (1952)
- Une fille dans le soleil de Maurice Cam (1953)
- Les Compagnes de la nuit de Ralph Habib (1953)
- Carnaval de Henri Verneuil (1953)
- Le Boulanger de Valorgue de Henri Verneuil (1953)
- Ce soir les jupons volent de Dimitri Kirsanoff (1956)
- Business de Maurice Boutel (1960)
- Le Sadique aux dents rouges de Jean-Louis Van Belle (1971)
- Clodo de Georges Clair (1975)

## Distinctions
- Prix d'harmonie, contrepoint, fugue, direction d'orchestre.
- Diapason d'or pour plus de cent-vingt musiques de films.